# Heinrich Raupp
Heinrich Raupp (* 17. Dezember 1836 in Karlsruhe; † 20. Juni 1914 in Heilbronn) war ein deutscher Ingenieur und Direktor der städtischen Gas- und Wasserwerke in Heilbronn.

## Ausbildung und beruflicher Werdegang
Heinrich Raupp, Sohn des gleichnamigen Erzgießers und Gaswerkbauers, studierte von 1856 bis 1857 am Polytechnikum in Karlsruhe und wurde Mitglied der Burschenschaft Teutonia. Ab April 1857 widmete er sich mit seinem Vater und seinem Bruder August Raupp dem Bau von Gaswerken. Er war unter anderem beteiligt am Bau des Gaswerks in Saarbrücken 1857, in Lahr 1858/59, in Schaffhausen (Saar) 1860, in Konstanz 1861, in Ravensburg 1862, in Saargemünd 1863 und in Neunkirchen (Saar) 1864.
1865 bis 1868 war Raupp Betriebsleiter der Gaswerke in Mannheim und Mainz. 1868 wurde er Mitbesitzer und Direktor des Gaswerks Heilbronn. Er blieb Mitbesitzer bis 1883, als das Gaswerk in den Besitz der Stadt überging, und Direktor bis 1907.
Heinrich Raupp trat 1863 dem Verein Deutscher Ingenieure (VDI) und dem Pfalz-Saarbrücker Bezirksverein des VDI bei. 1877 war er Gründungsmitglied des Württembergischen Bezirksvereins des VDI.